# 마이 리틀 포니

마이 리틀 포니(My Little Pony)는 해즈브로에서 여아를 타겟으로 개발한 엔터테인먼트 프랜차이즈이다. 보니 재컬리에 의해 플라스틱 조랑말 장난감으로써 개발되었다. 가장 큰 특징으로는 화려한 색채의 털, 갈기와 양쪽 엉덩이에 있는 특별한 문양이다. 네 번째 세대에서는 새로운 시장을 공략하기 위해 로렌 파우스트가 새로운 디자인을 개발했다.
마이 프리티 포니 장난감은 1981년에 발표되고, 1983년에 출시되었다. 해당 장난감 생산공정은 1995년까지 유지되었다. 그 후 애니메이션 시리즈를 생산하기 시작했으며, 총 네 세대가 있다.

## 역사
마이 리틀 포니는 1910년에 미국의 일러스트 레이터이자 디자이너인 보니 재컬리에 의해 개발되었으며, 조각가인 카를로스 뮌힝거, 경영자인 스티브 드아구안과 함께 일했다. 보니 재컬리는 1981년에 장난감 디자인 특허권을 신청했고, 1992년에 받아들여졌다.

## 세대
세대는 마이 리틀 포니 수집가들에 의해 나눠진 장난감 생산 공정 분류이다. 주로 인형의 외형에 따라 분류된다.

### 1세대
최초의 마이 리틀 포니 세대는 1982년에 어스 포니 장난감으로 시작했다. 뒤를 이어 페가수스 포니, 유니콘 포니, 플러터 포니, 씨 포니가 등장했다. 플러터 포니는 페가수스 포니보다 작고 가녀린 포니이다. 윈디윙 포니와 섬머윙 포니는 플러터 포니보다 크고, 나비 같은 날개를 가진 포니이다. 씨 포니는 해마와 비슷한 외형을 가진 포니이다. 남성은 '빅 브라더 포니'로 불리며, 조금 더 큰 몸과 클라이즈데일과 같이 발굽에 털을 가지고 있다.
많은 종류의 변형 포니 장난감이 제작되었고, 첫 번째 변형 포니는 1983년의 〈레인보우 포니〉였다. 그 외에는 플록 가공을 이용한 〈소 소프트 포니〉, 눈에 라인석이 있는 〈트윙클 아이드 포니〉, 몸이 무늬로 덮힌 〈트와이스 애스 팬시 포니〉, 기존 포니보다 더 긴 갈기와 꼬리 털이 장난감 안에 든 〈브러시 앤 그로우 포니〉, 다른 동물의 디자인을 차용한 〈포니 프렌즈〉, 크기를 줄여 망아지로 만든 〈베이비 포니〉가 있다. 마이 리틀 포니 TV 시리즈는 1986년부터 1987년까지 방영되었다. 1992년까지 미국에서 판매되었고, 그 후부터 1995년까지는 해외 시장에서 판매되었다.

### 2세대
2세대에 들어가서는 1996년에 서는 눈을 보석으로 만들고, 머리를 돌아가도록 하고, 더 작고, 날씬하게 만들고, 다리 길이를 늘이는 등 외형적인 수정을 거쳤다. 2세대는 미국에서 큰 성공을 거두지 못 하고, 1998년에 판매를 중단했다. 해외에서는 몇 년 간 판매를 지속했다. 대부분 어스 포니로 만들어졌고, 유니콘은 해외 시장에서 매우 조금 만들어졌다. 1999년대 초반에 와서 클립으로 날개를 고정할 수 있는 매직 유니콘이라는 포니가 만들여졌다. 두 망아지가 발표되었지만, 미국에서는 판매되지 않았다. 미국에서 판매가 중단되고, 2002년에 3세대가 시작하면서 유럽에서의 판매도 중단되었다.

### 3세대
3세대는 2002년에 시작되었다. 3세대의 포니들은 셀레브레이션 캐슬 중앙 근처의 포니빌이라는 마을에서 산다. 2003년부터 2004년까지는 어스 포니만 출시되었지만, 2005년부터 2006년까지는 페가수스 포니와 유니콘 포니도 출시하였다.

### 3.5세대
3.5세대는 2007년에 시작되었다. 3.5세대의 포니들은 티팟 팰러스 중앙 근처의 포니빌이라는 마을에서 산다. 2008년부터 2009년까지는 핵심 7만 출시되었지만, 2009년부터 2010년까지는 새로운 핵심 7도 출시하였다.

### 4세대
4세대는 2010년에 시작되었으며, 가장 최근 세대이다. 로렌 파우스트가 대부분의 캐릭터를 디자인하고, TV 시리즈를 기획했다. 허브 네트워크에서 방영하는 마이 리틀 포니: 우정은 마법은 알리콘인 트와일라잇 스파클을 중심으로 여섯 포니 친구들이 우정에 대해 배우는 것을 주제로 하고 있다. 현재 시즌9를 끝으로 시리즈가 끝났다. 주인공은 트와일라잇 스파클, 애플 잭, 플러터 샤이, 레인보우 대쉬, 핑키 파이, 레리티가 있다. 그 외에는 스파이크라는 주인공의 드래곤 조수가 있다. 트와일라잇은 시즌 3에서 알리콘(공주)가 되었다. 그리고 시즌9에서는 이퀘스트리아의 지도자가 되었다.